# 伯林 - 大都会交響楽
『伯林 - 大都会交響楽』（べるりん　だいとかいこうきょうがく、（原題：Berlin: Die Sinfonie der Großstadt、英語: Berlin: Symphony of a Metropolis）は、1927年に公開されたヴァルター・ルットマン監督によるモノクロサイレント映画で、ヴァイマル共和政時代に製作されたドイツ映画である。
この映画の動きの多く、また場面の切り替えの多くは、列車や路面電車の動きをモチーフにしている。

## スタッフ
- 監督：ヴァルター・ルットマン
- 脚本：カール・フロイント
　　　カール・マイヤー
　　　ヴァルター・ルットマン
- 撮影：ロバート・バベルスケ
　　　ライマル・クンツェ
　　　ラースロー・シェーファー
　　　カール・フロイント
- 編集：ヴァルター・ルットマン
- 音楽：エドマンド・マイゼル

## 製作
脚本はカール・マイヤーとカール・フロイントと３人で共同で担当している。ただしこの作品にいわゆるシナリオがあるわけではなく、マイヤーは作品のアイディア、ベルリンについての考え方を提供し、それを基礎にルットマンが３人のカメラマンを動員して膨大なフィルムを撮影し、これをフロイントが一本のまとまった作品に構成したと言われる。
ルットマンによれば、この映画では夜間シーンの照明問題を解決するために「超高感度フィルム」が開発されたという。
作曲家のエドマンド・マイゼルは、この作品のオリジナル版のためにオーケストラのスコアを書くよう依頼された。

## 公開
2007年に、ベルリン放送交響楽団による生演奏付きで修復版が上映された。
ベルリンを拠点とするエレクトロニック・デュオのトロンタイムは、フィレンツェの「ノッティ・デステート」やパリの「サロン・デュ・リーヴル」など、数多くのヨーロッパの文化祭でこの映画の新しいオーディオ・ダビングを披露した。
この映画は2006年にテート・モダンでDJスプーキーによって再音楽化され、タービン・ホールを使用したライブの大規模な実験映画に焦点を当てた美術館の最初のパフォーマンスの1つとなった。